# Gare de Martinez (Amtrak)
La  gare de Martinez est une gare ferroviaire des États-Unis située à Martinez en Californie; Elle est desservie par Amtrak. C'est une gare avec personnel.

## Histoire
Elle est mise en service en 2001.

## Service des voyageurs

### Desserte
- Lignes d'Amtrak[1] :
  - Le California Zephyr: Emeryville - Chicago
  - Le Capitol Corridor: San Jose - Auburn
  - Le Coast Starlight: Los Angeles - Seattle
  - Le San Joaquins: Oakland - Bakersfield